# Mika Aaltonen
Mika Aaltonen (Turku, 16 november 1965) is een voormalig profvoetballer uit Finland, die speelde als aanvaller gedurende zijn carrière. Hij beëindigde zijn actieve loopbaan in 1994 bij de Finse club TPV Tampere. Behalve in zijn vaderland speelde hij daarnaast clubvoetbal in Italië, Zwitserland en Duitsland.

## Interlandcarrière
Aaltonen kwam in totaal 18 keer (één doelpunt) uit voor de nationale ploeg van Finland in de periode 1988–1994. Onder leiding van bondscoach Jukka Vakkila maakte hij zijn debuut op 13 februari 1988 in de vriendschappelijke wedstrijd tegen Tunesië (3-0) in Valletta (Malta), net als Seppo Nikkilä (Ilves Tampere). Zijn eerste en enige interlandtreffer maakte hij op 15 februari 1990 in de vriendschappelijke wedstrijd tegen Koeweit (1-0).

## Erelijst
Ilves Tampere
- Suomen Cup

1990
 TPS Turku
- Suomen Cup

1991